# Pedro Xavier
Pedro Alexandre Marques Caldas Xavier, noto semplicemente come Pedro Xavier (Lourenço Marques, 26 gennaio 1962), è un ex calciatore portoghese, di ruolo attaccante, fratello gemello di Carlos Xavier.

## Carriera

### Club
Ha giocato nel campionato portoghese, greco e di Hong Kong.

### Nazionale
Ha collezionato 4 presenze con la propria Nazionale.